# Figli di Pitagora
Figli di Pitagora è un singolo di Gabry Ponte pubblicato il 14 maggio del 2004 ed estratto dal suo secondo album Dottor. Jekyll & Mister DJ.

## Descrizione
Il brano, che vede Little Tony come vocalist, è una cover della traccia numero 9 del terzo album omonimo degli Eiffel 65 pubblicato nel 2003.

## Video musicale
Il videoclip è stato diretto da Gaetano Morbioli e vede i due artisti cantare il pezzo in una discoteca con molta gente che balla e si scatena.

## Tracce
1. Figli Di Pitagora (Radio Edit)
2. Figli Di Pitagora (Extended)

## Classifiche
| Classifica | Posizione massima |
| ---------- | ----------------- |
| Italia     | 13                |